# 석수로 (인천)
석수로(石水路)는 인천광역시 동구 만석동에 있는 도로로, 총 연장은 741m이다. 또한 도로명의 유래는 만석동과 화수동의 명칭이 각각 인용되어 부여된 인지도가 높은 기존의 도로명에서 반영하였다.

## 역사
- 2009년 11월 3일 : 도로명으로 석수로를 고시

## 주요 경유지
- 인천광역시 (동구) 
  - 만석동

## 접촉하는 도로
- 운교로
- 만석로
- 제물량로
- 화도진로

## 그 외
경기도 안양시에 있는 동명의 도로인 안양 석수로와는 한자가 같은 이름을 가진 도로이지만, 안산 석수로와는 다른 도로 체계이다.